# Augustus C. Dodge
Augustus C. Dodge (Ste. Genevieve, 1812. január 2. – Burlington, 1883. november 20.) az Amerikai Egyesült Államok szenátora (Iowa, 1846–1855).